# 갈란타
갈란타(슬로바키아어: Galanta, 헝가리어: Galánta 걸란터[*], 독일어: Gallandau 갈란다우[*])는 슬로바키아 남서부 트르나바 주에 위치한 도시로, 면적은 31.85km2, 높이는 118m, 인구는 15,873명(2005년 기준), 인구 밀도는 498명/km2이다. 수도 브라티슬라바에서 동쪽으로 약 50km 정도 떨어진 곳에 위치한다.

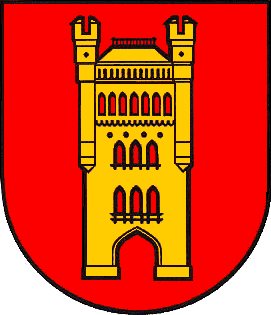
시 문장